# Червена цилиндрична змия
Червена цилиндрична змия (Cylindrophis ruffus) е вид змия от семейство Cylindrophiidae. Видът не е застрашен от изчезване.

## Разпространение
Разпространен е в Бруней, Виетнам, Индонезия, Камбоджа, Китай, Лаос, Малайзия, Мианмар, Сингапур и Тайланд.

## Описание
Популацията на вида е нарастваща.